# マラケシュ＝サフィ地方
マラケシュ＝サフィ地方(マラケシュ＝サフィちほう、アラビア語：مراكش آسفي)(ベルベル語：ⵎⵕⵕⴰⴽⵛ ⴰⵙⴼⵉ)はモロッコ西部の地方。

面積は約3.9万km2、2014年の人口は約452.1万人。

首府はマラケシュ。

## 歴史
2015年9月、マラケシュ＝タンシフト＝アルハウズ地方・サフィ州・ユスーフィーア州を合わせて設置された。

## 隣接行政区画
- カサブランカ＝セタット地方
- ベニ・メラル＝ヘニフラ地方
- ドラア＝タフィラルト地方
- スース＝マサ地方

## 行政区画

マラケシュ＝サフィ地方の県

- マラケシュ県（フランス語版）
- アル・ホウズ州
- シカウア州（英語版）
- エル・ケッラ・デ・スラーナ州（英語版）
- エッサウィラ州（英語版）
- レハムナ州（英語版）
- サフィ州（英語版）
- ユスーフィーア州（英語版）